# Richard de Camville
Richard de Camville (auch Canville) († Juni 1191 vor Akkon) war ein anglonormannischer Ritter. Während des Dritten Kreuzzugs diente er als kurzzeitiger Regent von Zypern.

## Herkunft
Richard de Camville entstammte einer anglonormannischen Familie, die ursprünglich aus Canville-les-Deux-Églises in der Normandie stammte. Er war ein Sohn von Richard de Canville und dessen zweiten Frau Millicent, der Witwe von Robert Marmion († 1143/4).

## Teilnahme am Dritten Kreuzzug
Nach dem Tod seines Vaters 1176 hatte sein älterer Halbbruder Gerard de Canville den Großteil der Besitzungen ihres Vaters geerbt. Richard erbte anscheinend von seinem Vater Besitzungen bei Little Stretton in Leicestershire sowie von seiner Mutter das Gut von Stanton Harcourt in Oxfordshire. Als jüngerer Sohn trat er in den Dienst von König Heinrich II. Nach dessen Tod 1189 nahm er an der Krönung von dessen Sohn Richard I. in Westminster Abbey teil. Am 18. Juni 1190 ernannte Richard in Burg Chinon Camville neben Robert de Sablé und Guillaume de Forz zu einem der Kommandanten der Flotte, mit der er zum Dritten Kreuzzug nach Palästina aufbrechen wollte. Während der König mit dem Großteil seines Heeres jedoch zunächst von der Normandie über Land nach Südfrankreich zog, brach Camville vermutlich zusammen mit Sablé im Juli 1190 mit 63 Schiffen von der Gascogne aus auf, um die Iberische Halbinsel zu umrunden. Bei einem Zwischenstopp in Lissabon begingen die Kreuzfahrer und die Matrosen Ausschreitungen gegen die Bevölkerung, die Camville und Sablé nur mühsam unterbinden konnten, ehe sie einen Waffenstillstand mit König Sancho I. von Portugal schlossen. Dann erreichte auch Guillaume de Forz mit 33 Schiffen die Mündung des Tajo. Am 24. Juli verließen Sablé und Camville Lissabon, und gemeinsam unterstützten die Kreuzfahrer die Portugiesen erfolgreich bei der Verteidigung von Silves an der Algarve. Die Stadt war erst im Vorjahr mit Hilfe von Kreuzfahrern aus Flandern, Thüringen und London erobert worden war und wurde nun von einem maurischen Heer bedroht. 
Die vereinte englische Flotte segelte weiter in das Mittelmeer. In Marseille nahmen die Schiffe König Richard mit seinem Heer auf. Auf der Weiterreise diente Camville während der Überwinterung in Messina als Geisel für den Waffenstillstand zwischen dem Heer König Richards und König Tankred von Sizilien. Nachdem die Flotte im Mai 1191 Zypern erreicht hatte, ernannte ihn der König nach der Eroberung der Insel zusammen mit Robert of Thornham zum Gouverneur von Zypern.  Nur wenig später erkrankte Camville. Um sein Kreuzzugsgelübde zu erfüllen, reiste er weiter nach Akkon, das von den Kreuzfahrern belagert wurde. Dort traf er noch den König wieder, ehe er starb.

## Heirat und Nachkommen
Canville hatte Hawise, eine Tochter von Walter Fitzwilliam geheiratet. Durch diese Heirat hatte er Whalton in Northumberland erworben. Dieses tauschte er 1188 mit seiner Schwägerin Constance und deren Mann Ralph de Crammaville gegen Besitzungen in Leicestershire. Er hinterließ eine Tochter, Isabella, die Robert de Harcourt heiratete und Camvilles Besitzungen Little Stretton und Stanton Harcourt erbte. 